# 590 Madison Avenue
590 Madison Avenue este o clădire ce se află în New York City.

## Legături externe
- 590 Madison Arhivat în 11 martie 2013, la Wayback Machine.

1. 1 2  archINFORM, accesat în 31 iulie 2018